# Греция на зимних Олимпийских играх 1952
Греция принимала участие в Зимних Олимпийских играх 1952 года в Осло (Норвегия) в третий раз за свою историю, но не завоевала ни одной медали. Греческие атлеты принимали участие во всех Летних Олимпийских играх.

## Результаты соревнований

### Горнолыжный спорт
Мужчины
| Соревнование     | Спортсмены           | Скоростной спуск/ 1 спуск | Скоростной спуск/ 1 спуск | Слалом/ 2 спуск | Слалом/ 2 спуск | Всего  | Место | Отставание |
| Соревнование     | Спортсмены           | Время                     | Место                     | Время           | Место           | Всего  | Место | Отставание |
| ---------------- | -------------------- | ------------------------- | ------------------------- | --------------- | --------------- | ------ | ----- | ---------- |
| скоростной спуск | Александрос Вуксинос | Не проводится             | Не проводится             | Не проводится   | Не проводится   | 6:10,8 | 72    | +3:40,0    |
| скоростной спуск | Ангелос Лемпесис     | Не проводится             | Не проводится             | Не проводится   | Не проводится   | DSQ    | DSQ   | DSQ        |
| скоростной спуск | Антуан Милиордос     | Не проводится             | Не проводится             | Не проводится   | Не проводится   | DSQ    | DSQ   | DSQ        |
| слалом           | Антуан Милиордос     | 2:26,9                    | 79                        | —               | —               | —      | —     | —          |
| слалом           | Александрос Вуксинос | DNF                       | DNF                       | —               | —               | —      | —     | —          |
| слалом           | Ангелос Лемпесис     | DNF                       | DNF                       | —               | —               | —      | —     | —          |